# Боби Стойчев
Боби Стойчев с псевдоними Бобев и Дреновски е български офицер и революционер, скопски и кумановски войвода на Вътрешната македоно-одринска революционна организация.

## Биография
Стойчев е роден в 1872 година в град Дряново. Служи като старши подофицер в 18-и етърски полк. През 1902 година се включва в националноосвободителната борба на българите в Македония под влияние на Борис Сарафов и участва в подготовката на четите на ВМОРО. През пролетта на 1903 година заминава като районен войвода в Светиниколско.
През Илинденско-преображенското въстание четата на Боби Стойчев се обединява с четата на скопския окръжен войвода Никола Пушкаров и на 5 август двете чети водят голямо сражение с турската войска при Гюрищкия манастир. На 9 август 1903 (стар стил) година при село Дивле четата на Боби Стойчев среща обединената чета на Кръстю Лазаров, кратовския войвода Димче Берберчето и велешкия войвода подпоручик Панчо Константинов, при село Сопот дават сражение на турска потеря. Оттеглят се и през Сърбия се прибират в България, където за кратко са интернирани. Преди края на въстанието правят повторен опит за навлизане в Македония, но четата се разпада.
Стойчев участва в съвещанията от края на 1903 година в София, на които се определя тактиката на борбата след въстанието. С щипската чета на Мише Развигоров на 8 декември 1903 година Боби Стойчев заминава за Македония.
В края на март 1904 година Боби Стойчев е определен за войвода в Скопско. През лятото по поръчение на Борис Сарафов по погрешка прокарва за пръв път сръбски войвода в Македония - Григор Соколович Ляме, като му отваря достъп до куриерските служби на ВМОРО. Ляме се представя за войвода изпратен от мнимо македонско дружество в Ниш, а всъщност е пионер на сръбската пропаганда в Македония. Впоследствие той преминава официално на страната на Сърбия. Боби Стойчев, след като разбира заблудата си, се извинява за това, че е подпомагал сърбоманската чета на Соколович. Като скопски войвода Стойчев действа активно срещу сръбската пропаганда.
На 14 декември 1904 година четата на Боби Стойчев унищожава изцяло в манастира край Беляковци откъснала се група от сръбската чета на Йован Довезенски, разбита предния ден от Атанас Бабата при Шопско Рудари.
През март 1905 четата на Боби Стойчев и велешката чета на Иван Наумов Алябака водят сражение с турска войска при кумановското село Павлешенци, в което дават 20 убити. Четник на Стойчев в 1905 година е бъдещият войвода Спиро Дильов. През ноември 1905 година Боби Стойчев се прибира за лечение в България. През февруари 1906 година влиза повторно в Македония с чета в състав:
| Чета на Боби Стойчев, 18 февруари 1906 година | Чета на Боби Стойчев, 18 февруари 1906 година | Чета на Боби Стойчев, 18 февруари 1906 година | Чета на Боби Стойчев, 18 февруари 1906 година | Чета на Боби Стойчев, 18 февруари 1906 година |
| Номер                                         | Име                                           | Селище                                        | Околия                                        | Забележка                                     |
| --------------------------------------------- | --------------------------------------------- | --------------------------------------------- | --------------------------------------------- | --------------------------------------------- |
| 1.                                            | Боби Стойчев                                  | Дряново                                       |                                               | убит на 20 април в Лугунци                    |
| 2.                                            | Герасим Мицов                                 | Неманици                                      | Щипско                                        | убит на 20 април в Лугунци                    |
| 3.                                            | Милош Костов                                  | Пчиня                                         | Кумановско                                    | 6 октомври 1906 година                        |
| 4.                                            | Илия Стефанов                                 | Пезово                                        | Кумановско                                    | 6 октомври 1906 година                        |
| 5.                                            | Дим. Т. Н. Димитров                           | Брезник                                       | Тетевенско                                    | 6 октомври 1906 година                        |
| 6.                                            | Борис Рашев                                   | Дряново                                       |                                               | ранен на 2 май 1906 година                    |
| 7.                                            | Стоян Георгиев                                | Брезник                                       |                                               | ранен на 2 май 1906 година                    |
| 8.                                            | Георги Димитров                               | Самоков                                       |                                               | ранен на 6 май 1906 година                    |
| 9.                                            | Васил Иванов                                  | Радибуш                                       | Радомирско                                    | ранен на 6 май 1906 година                    |
| 10.                                           | Христо Иванов                                 |                                               |                                               | ранен на 6 май 1906 година                    |
| 11.                                           | Саздо Арсов                                   | Кокошине                                      | Кумановско                                    | ранен на 6 май 1906 година                    |
| 12.                                           | Нойко Златанов                                | Ясеново                                       | Казанлък                                      | ранен на 6 май 1906 година                    |
| 13.                                           | Стефан Христов                                | Бух                                           | Битолско                                      | ранен на 6 май 1906 година                    |
| 14.                                           | Найден Драганов (Късморя)                     |                                               |                                               |                                               |
| 15.                                           | Пано Буков                                    | Велес                                         |                                               | заловен жив от турците                        |
| 16.                                           | Саво Величков                                 | Дивля                                         | Радомирско                                    |                                               |
| 17.                                           | Богдан Иванов                                 | Крушица                                       | Скопско                                       |                                               |
| 18.                                           | Кольо Христов                                 | Дряново                                       |                                               | убит на 25 юни 1906 край Крапа                |
| 19.                                           | Петър Бунов                                   | Орхание                                       |                                               |                                               |
| 20.                                           | Александър Михов                              | Тетово                                        |                                               |                                               |
| 21.                                           | Анто Величков                                 | Петрич                                        | Софийско                                      |                                               |
| 22.                                           | Раде                                          |                                               | Пловдивско                                    |                                               |
| 23.                                           | Роман Величков                                | Русчук                                        |                                               |                                               |
| 24.                                           | Иван Асепов                                   |                                               |                                               | изпъден                                       |

Поради сериозното раздвижване на турските войски в Овче поле обединените чети на Боби Стойчев и подпоручик Панчо Константинов се пренасят във Велешко през ранната пролет на 1906 г. На 17 април четата се разполага за почивка в двора на манастира „Свети Йоан Ветерски“ край село Ветерско.
Поради голямата си самоувереност Боби Стойчев допуска четата да бъде обградена в манастира от турски аскер. На следващия ден се водят целодневни сражения между четниците и повече от 3000 души редовна армия. През нощта, под прикритието на силен дъжд, четниците, командвани от Никола Дочев пробиват пътя си навън и сутринта се прикриват при село Новачани. На 20 април четата на Боби Стойчев се отделя и тръгва към Гюрищкия манастир.
При поредна проява на непредпазливост Боби Стойчев оставя четата си да денува в село Лугунци. Сутринта на 21 април селото е обградено от турски аскер, турците подпалват селото и избиват невинните му жители, а в боя пада цялата чета и сам войводата Боби Стойчев.